# Micardia simplicissima
Micardia simplicissima är en fjärilsart som beskrevs av Emilio Berio 1973. Micardia simplicissima ingår i släktet Micardia och familjen nattflyn. Inga underarter finns listade i Catalogue of Life.